# 0444
0444 è il prefisso telefonico del distretto di Vicenza, appartenente al compartimento di Verona.
Il distretto comprende la parte centro-meridionale della provincia di Vicenza. Confina con i distretti di Schio (0445) a nord, di Bassano del Grappa (0424) a nord-est, di Padova (049) a est, di Este (0429) a sud-est, di Legnago (0442) a sud-ovest e di Verona (045) a ovest.

## Aree locali e comuni
Il distretto di Vicenza comprende 56 comuni compresi nelle 4 aree locali di Arzignano, Montecchio Maggiore (ex settori di Lonigo, Montebello Vicentino e Montecchio Maggiore), Sossano (ex settori di Camisano Vicentino, Castegnero e Sossano) e Vicenza (ex settori di Sandrigo e Vicenza). I comuni compresi nel distretto sono: Agugliaro, Albettone, Alonte, Altavilla Vicentina, Altissimo, Arcugnano, Arzignano, Asigliano Veneto, Barbarano Vicentino, Bolzano Vicentino, Brendola, Bressanvido, Caldogno, Camisano Vicentino, Campiglia dei Berici, Castegnero, Chiampo, Costabissara, Creazzo, Crespadoro, Dueville, Gambellara, Grancona, Grisignano di Zocco, Grumolo delle Abbadesse, Isola Vicentina, Longare, Lonigo, Montebello Vicentino, Montecchio Maggiore, Montegalda, Montegaldella, Monteviale, Monticello Conte Otto, Montorso Vicentino, Mossano, Nanto, Nogarole Vicentino, Noventa Vicentina, Orgiano, Pojana Maggiore, Pozzoleone, Quinto Vicentino, San Germano dei Berici, San Pietro Mussolino, Sandrigo, Sarego, Schiavon, Sossano, Sovizzo, Torri di Quartesolo, Vicenza, Villaga, Zermeghedo e Zovencedo.